# Эннадай
Эннадай (англ. Ennadai Lake) — озеро на территории Нунавут в Канаде. Расположено между озёрами Касба и Ангикуни. Одно из больших озёр Канады — площадь водной поверхности 669 км², общая площадь — 681 км², одиннадцатое по величине озеро территории Нунавут. Высота над уровнем моря 311 метров.
Основное питание обеспечивает река Казан. Сток из озера на север также по реке Казан через озёра Димма, Ангикуни, Яткайед, Форд, Терти-Майл, Бейкер в залив Честерфилд Гудзонова залива. Озеро лежит на границе зоны арктических лесов, севернее начинается зона тундры.
В летнее время озеро становится одним из центров любительского рыболовства. Специализация: северная щука, озёрная форель, арктический хариус.